# مزرعه مسیح درخشان
مزرعه مسیح درخشان یک آبادی در ایران است که در استان یزد واقع شده‌است.